# Juan de Ligne
Juan de Ligne (en francés: Jean de Ligne, en flamenco: Jan van Ligne; ca. 1525-1568), duque de Arenberg y Señor de Barbazón, fundador de la Casa de Arenberg y estatúder de las provincias de Frisia, Groninga, Drenthe y Overijssel desde 1549 hasta su muerte en la batalla de Heiligerlee.

## Biografía
Era hijo de Luis de Ligne, Barón de Barbanzón de la Casa de Ligne, y María de Bergen, Señora de Zevenbergen (1503-1566). Juan de Ligne pertenecía a los círculos más cercanos a Carlos V y fue nombrado Caballero de la Orden del Toisón de Oro en 1546. En 1549 fue nombrado estatúder de las provincias del norte de Frisia, Groninga, Drenthe y Overijssel.
Por su matrimonio con Margarita de la Marck-Arenberg, hermana de Roberto III de Marck-Arenberg, que murió sin hijos, se convirtió en el fundador de la tercera Casa de Arenberg.
Fue uno de los jefes militares de las tropas españolas contra la rebelión de las Provincias Unidas de los Países Bajos. En 1567 recibió del Duque de Alba el mando de 2000 hombres de caballería y 1200 a pie. En 1568 ocupó la ciudad de Appingedam que había sido tomada por Luis de Nassau. El 23 de mayo de 1568 se enfrentó con el ejército de los rebeldes y al poco se libró la batalla de Heiligerlee, que supuso el comienzo de la guerra de los Ochenta Años, que terminó con la derrota de los españoles. El propio Juan de Ligne cayó en el combate.